# Australothis rubrescens
Australothis rubrescens är en fjärilsart som beskrevs av Walker 1858. Australothis rubrescens ingår i släktet Australothis och familjen nattflyn. Inga underarter finns listade i Catalogue of Life.

## Bildgalleri

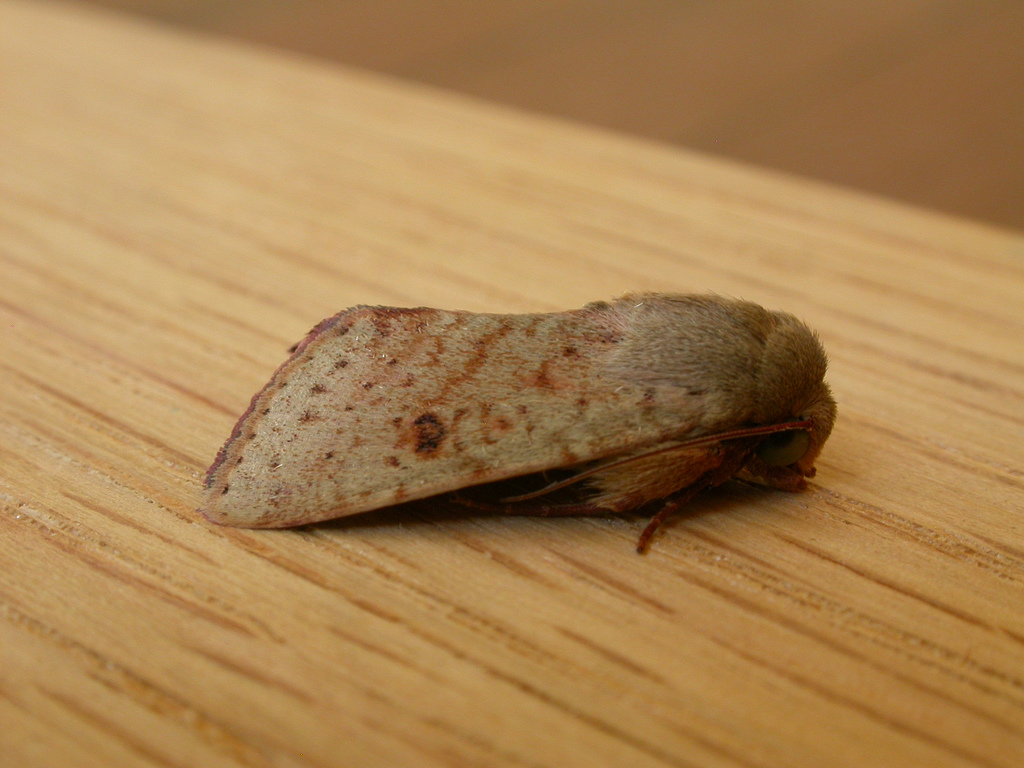